# Huasahuasi
Huasahuasi es una localidad y capital del distrito de Huasahuasi de la provincia de Tarma, ubicada en el departamento de Junín, bajo la administración del Gobierno Regional de Junín, en la sierra central de Perú.
Dentro de la división eclesiástica de la Iglesia Católica del Perú, pertenece a la Diócesis de Tarma

## Etimología
el significado de la palabra Huasahuasi deriva de dos vocablos quechuas, “Huashan” (atrás) y “Huasi” (casa o vivienda), que significan: La casa de atrás, es decir, “Detrás del cerro”.

#### Hipocorístico
Los huasahuasinos tienen varios apelativos pero el más usado es Shulay uma.

## Historia
Durante la época preincaica, en el lugar que hoy se encuentra, existía una laguna y que en las alturas de los cerros Purunmarca, Pardomicuna y Huanchán existían tribus, que fueron dominados por los incas. Cuando llegaron los españoles en la época de la conquista estos se establecieron en la hoyada (laguna que se había secado) fundando el pueblo de Huasahuasi. Cuentan que en la época del virreinato, la papa huasahuasina era muy solicitada en la capital, siendo trasladado a ella con llamas, las papas amarillas eran las preferidas.
Huasahuasi antes de ser distrito fue anexo de Junín, Palcamayo y Acobamba, hasta el 2 de enero de 1857, es creado el distrito de Huasahuasi, siendo ratificado el 28 de noviembre de 1912 por D.L. 1674, en el gobierno del Presidente Guillermo Billinghurst Angulo.

## Geografía
Ubicada a 2 754 m s. n. m. a 48 km de la ciudad de Tarma, con una extensión de 925,08 km².  Es conocida como “La capital semillera de la papa” con más de 300 variedades.
Es una de las ciudades privilegiadas de la región central, por su clima, debido a los terrenos ubicados en forma de andenes que cobija a pobladores huasahuasinos conocidos como el campesino valeroso y esforzado que labra la tierra día a día para producir las papas que consume el Perú.
Ellos también se dedican a instalar invernaderos y laboratorios artesanales para poder hacer experimentos de nuevas variedades de papa, llamados tuberculillos.

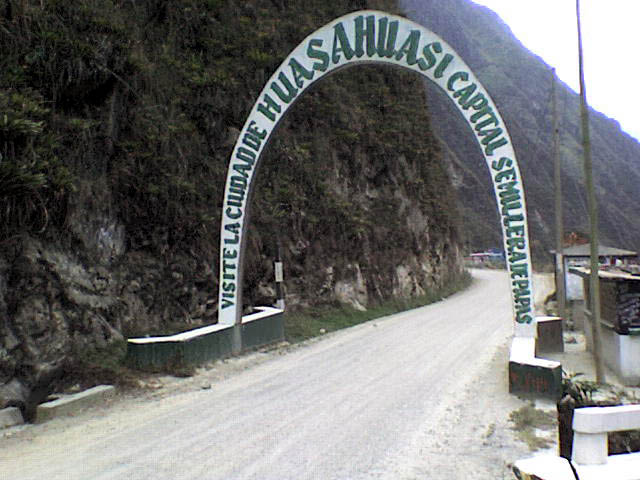
Septiembre de 2008

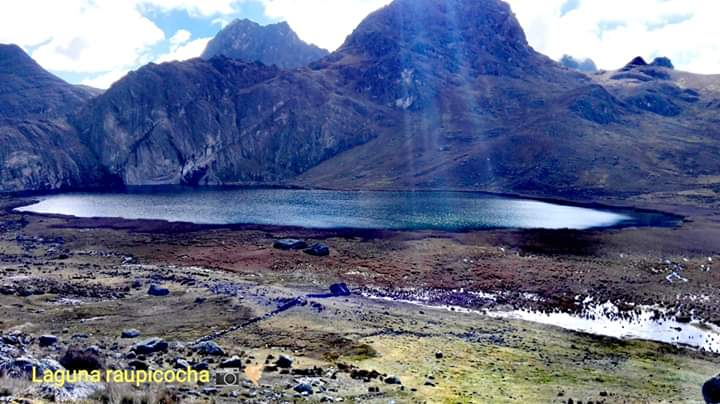
Laguna Mamancocha

## División administrativa
La localidad de Huasahuasi está dividido en barrios como Huanchan, Malambo, Cumutay, entre otros.

## Autoridades

### Gobierno municipal
En las Elecciones regionales y municipales de Perú de 2022 llevado a cabo el pasado 2 de octubre en el distrito de Huasahuasi salió elegido el alcalde electo el Sr Freddy Capcha Rojas del partido político Perú Libre para el periodo 2023/26. La duración del mandato es de cuatro años.
| Gobierno municipal | Gobierno municipal         | Gobierno municipal                                                                   |
| Período            | Alcalde                    | Regidores                                                                            |
| ------------------ | -------------------------- | ------------------------------------------------------------------------------------ |
| 2023 - 2026        | Freddy Capcha (Perú Libre) | 1. Mirtha Rojas 2. Wálter Medrano 3. Bertha Chagua 4. Miguel Hinostroza 5. Ivet Meza |

| Anteriores alcaldes huasahuasinos | Anteriores alcaldes huasahuasinos | Anteriores alcaldes huasahuasinos       |
| --------------------------------- | --------------------------------- | --------------------------------------- |
| 2019 - 2022                       | Edgard Capcha                     | Junín Sostenible                        |
| 2015 - 2018                       | Carlos Leonardo                   | Fuerza Popular (K)                      |
| 2011 - 2014                       | Carlos Llanos                     | Movimiento Fuerza 2011 (Fuerza Popular) |
| 2007 - 2010                       | Edgard Capcha                     |                                         |

### Policiales
COMISARIA PNP HUASAHUASI
|-TENIENTE PNP Wualner Ernesto FARROÑAY GOMEZ
!Dirección: JR, SAN JUAN S/N - HUASAHUASI
(REF. FRENTE AL PARQUE "EL AGRICULTOR")
!Teléfono: 957809186
!Horario de atención: LAS 24 HORAS DEL DIA

### Religiosas
- Parroquia San Juan Bautista 
  - Párroco: paco

## Educación

### Instituciones educativas
Instituto:
Instituto superior tecnológico público A. Vienrich, después de la pandemia dejó de funcionar por falta de presupuesto.
Colegios:
| N° | Colegios                                               | Barrio     |
| 1  | IE N° 30730 San Martín de Porras (emblemático)         | Huasahuasi |
| 2  | IE San Juan (emblemático)                              | Huasahuasi |
| 3  | IE N° 30731 Sor Irene Therese Mc Comarck (emblemática) | Huasahuasi |
| 4  | IE N° 379 Divino Niño Jesús (emblemática)              | Huasahuasi |
| 5  | IE N° 30802 Alfonso Ugarte Vernal                      | Chiras     |
| 6  | CRFA Colegio José Barletti Pascuale                    | Rayampampa |
| 7  | Escuela N° 31466                                       | Llanco     |
| 8  | Escuela N° 30800                                       | Putaca     |
| 9  | Escuela N° 31904                                       | Tambo      |
| 10 | Entre otros                                            |            |

## Arqueología
Cuenta con centros arqueológicas en Huanchan, Pardomicuna, Pusunmarca, Chupas, Chinachina, Cayan y otros.

## Festividades
- Aniversario de Huasahuasi: Cada 28 de noviembre. Con previo izamiento de bandera en todos los lugares, se organiza la fiesta con comidas típicas de Huadahuasi, concursos, desfiles y campeonatos.
- "Acshu Fiesta":[10] También conocido como festival de la papa, donde se exponen todas las variedades de papa, se realiza premios y exposición de platos típicos realizados a base de papa.
- Festival San Juan Bautista, patrón de Huasahuasi, festejado el día 24 de junio por los fieles católicos.[11] En su fiesta patronal, en forma tradicional nombran un mayordomo quien se hace cargo de la organización de la fiesta, misa contrato de la orquesta o banda.
- Tantawawa: panes hecho a base de papa.
- Taitasanti o Santiago huasahuasino
- Festival de folklore

### Música
La música y la danza en Huasahuasi es muy amplia como el Taitashanti huasahuasino, la Chonguinada, huayno, etc.
Daniel Ramos compositor y cantante es el máximo exponente de la música Santiago o más conocido como Taitashanti en Huasahuasi. Élida Morales y Yenny Isidro son también cantantes del folklore huasahuasino.

## Gastronomía

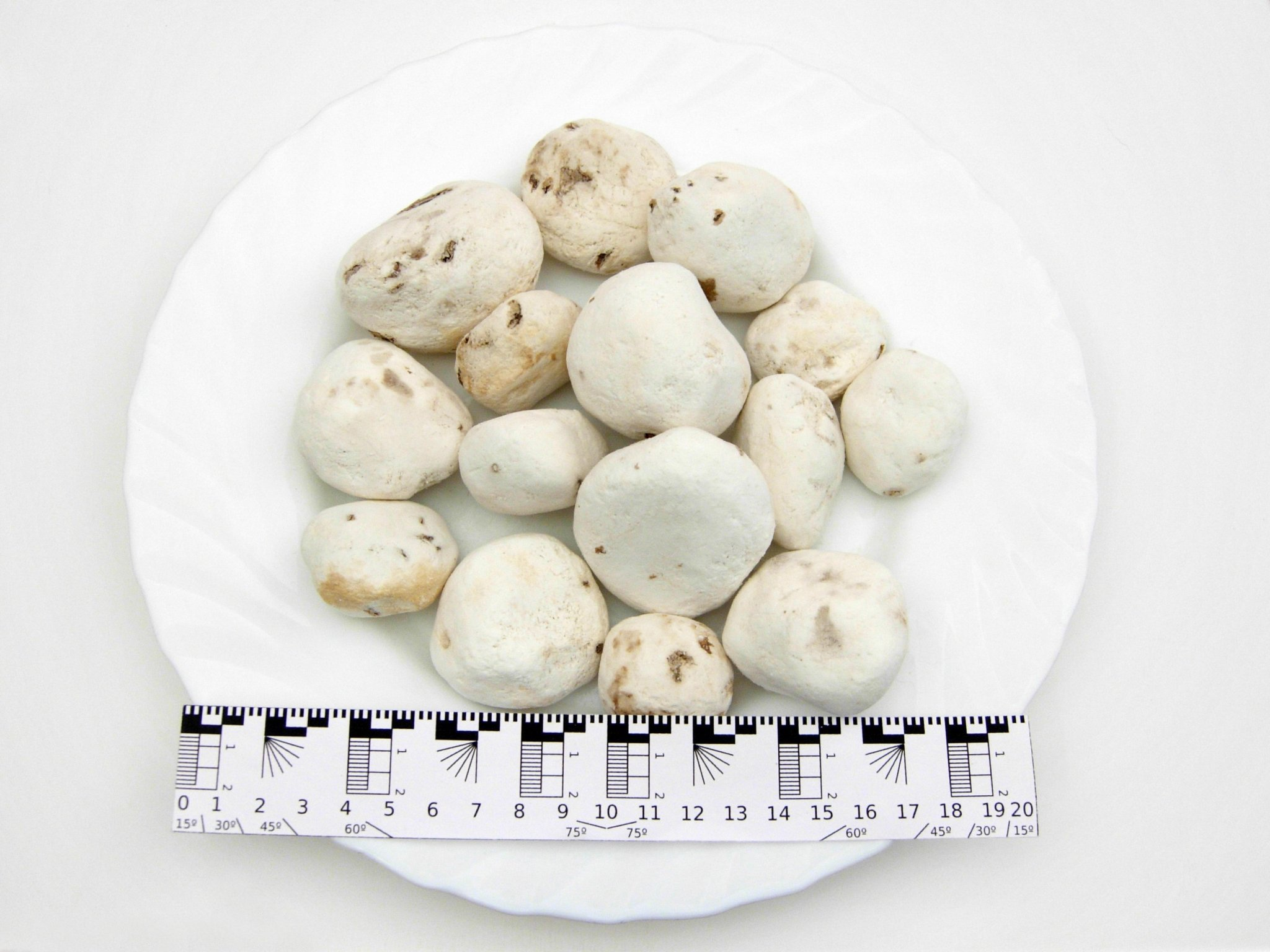
Chuño

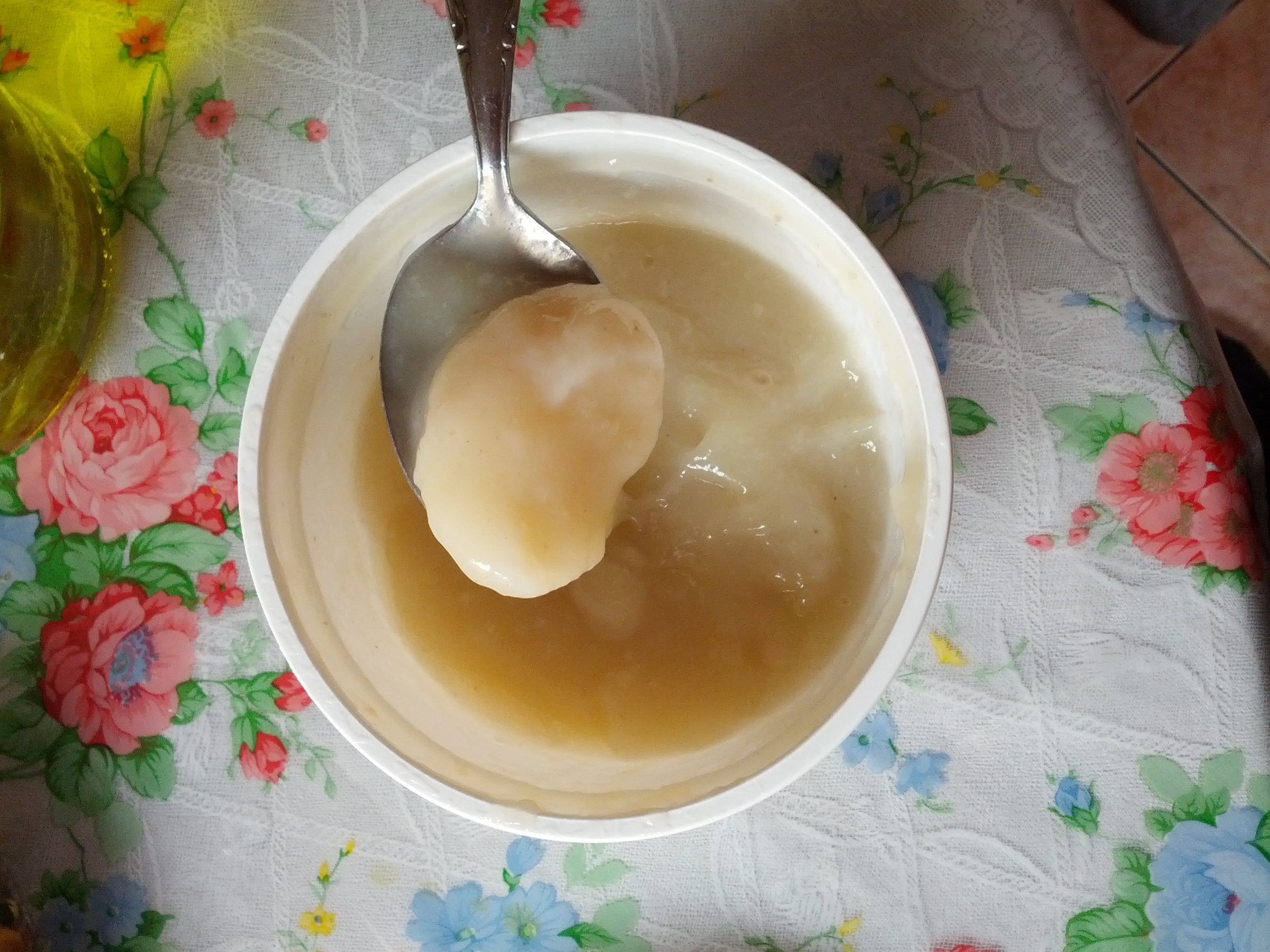
Mazamorra de Tocosh

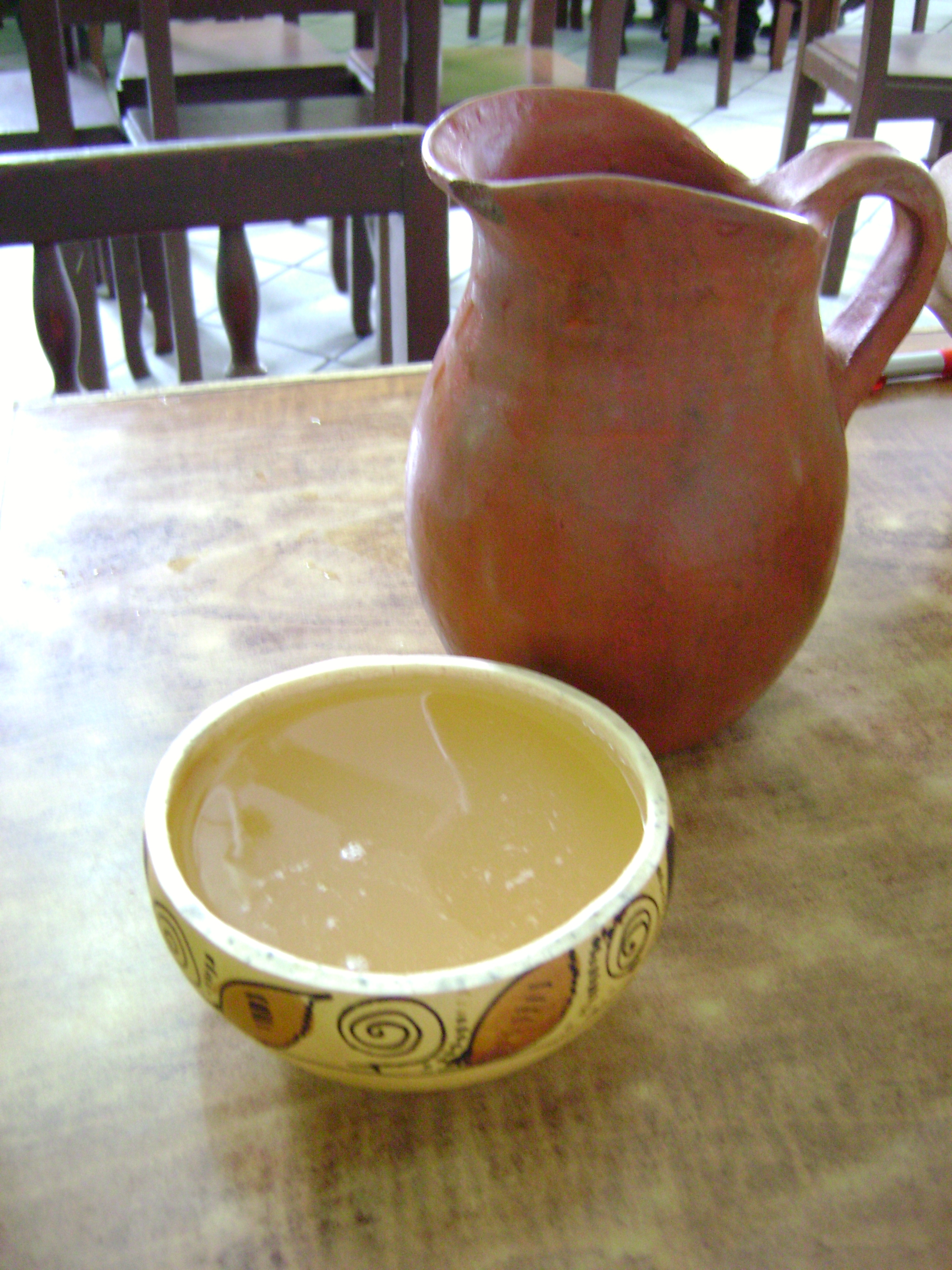
Chicha de jora

Los platos típicos más comunes de Huasahuasi son: puchero de coles; olluquito con Charqui; chupe de rábanos; sopa de olluco y de papa. El que acompaña a toda la comida es el rocoto molido que puede estar preparado con cebolla y chinche y en algunos casos que va entreverado con queso fresco cuando se va degustar solo con papas en una pachamancada. Además están los postres muy originarios de Huasahuasi como la mazamorra de Tocosh, caya y Chuño. El papapan o pan de papa es otro símbolo de la cocina huasahuasina, y las bebidas como la chicha de jora.

## Deportes
Huasahuasi es tierra polideportiva, empezando por el fútbol que más se practica en la mayoría de sus centros poblados y sus caseríos, en categorías de hombres y mujeres. El ciclismo es otro deporte que va tomando fuerza, de muchos jóvenes que lo practican, sus cumbres de pocos bosques hacen que sea más asequible realizarlo. Vóley otro deporte de muchos aficionados que se realiza en los principales barrios del pueblo huasahuasino y el tauromaquia es otro deporte que basta hace unos años se practicó, pero a pedido de la gente para no hacer sufrir a los toros se eliminó ese deporte en esa ciudad. Huasahuasi se convierte junto a las otras pocas ciudades para cuidar a cualquier animal, está muy comprometida en favor de los derechos de animales. Otros deportes de poca práctica son futsal, ajedrez, balsismo y remo.
- Ciclismo: Actualmente está iniciando con una actividad ciclística para atraer el turismo internacional. La actividad turística Internacional de Ciclismo lo realizan en su localidad entre el 23 y 29 de junio con un recorrido entre Huasahuasi y sus anexos trepando los andes del Perú.[15]

- Futbol: Se práctica este deporte en la ciudad, llamada Liga Distrital de Huasahuasi en que cuentan con equipos del mismo distrito y de los centros poblados que, a su vez estos equipos que tengan buen porcentaje de puntos ascienden o participan en la Primera División de la "Liga Provincial de Tarma".

Instituciones deportivas:
| Clubes de fútbol de Huasahuasi | Clubes de fútbol de Huasahuasi | Clubes de fútbol de Huasahuasi | Clubes de fútbol de Huasahuasi |
| N.º                            | Equipo                         | Estadio                        | Liga                           |
| ------------------------------ | ------------------------------ | ------------------------------ | ------------------------------ |
| 1                              | Deportivo Llanco               | Estadio Héctor Chumpitaz       | Liga provincial de Tarma       |
| 2                              | Alianza Malambo                | Estadio Héctor Chumpitaz       | Provincial de Tarma            |
| 3                              | Dep. Municipal (SJ)            | Estadio San Juan               | Liga distrital huasahuasina    |

- Vóley: Se lleva a cabo entre las distintos caseríos del distrito.

- Tauromaquia: Ese deporte que se realizó desde muy antes junto con fútbol está ya prácticamente erradicado a pedido de los vecinos para que no hicieran sufrir a los toros. Actualmente el coliseo se encuentra en desuso, para algún otro deporte como el básquet, vóley, futsal o para conciertos, presentación de teatro, ferias o algún otro evento artístico como lo tiene proyectado el gobierno municipal de Huasahuasi.

## Símbolos

### Bandera y Escudo
La bandera huasahuasina posee dos colores, el color verde en columnas paralelas hace referencia al color de la hoja de la yerba de Incamuña que abunda en las alturas de cuyo distrito y el color blanco a la puna andina. Y en cuanto el escudo actual de tres campos, uno arriba y dos en el cimiento, la parte de arriba las líneas verticales representan las construcciones, los sitios arqueológicos  Purunmarca, Pardomicuna, Huanchán, etc. donde residieron los primeros habitantes conquistados por los taramas; en la parte inferior la parte en  geométrico cuadriculado representa a los andenes en las alturas de Pircas en chacras laderas y las líneas en horizontal del otro lado representan  a las lagunas y ríos que tiene Huasahuasi. Por último en la parte externa superior circular las puntas salientes, hace referencia al sol. 

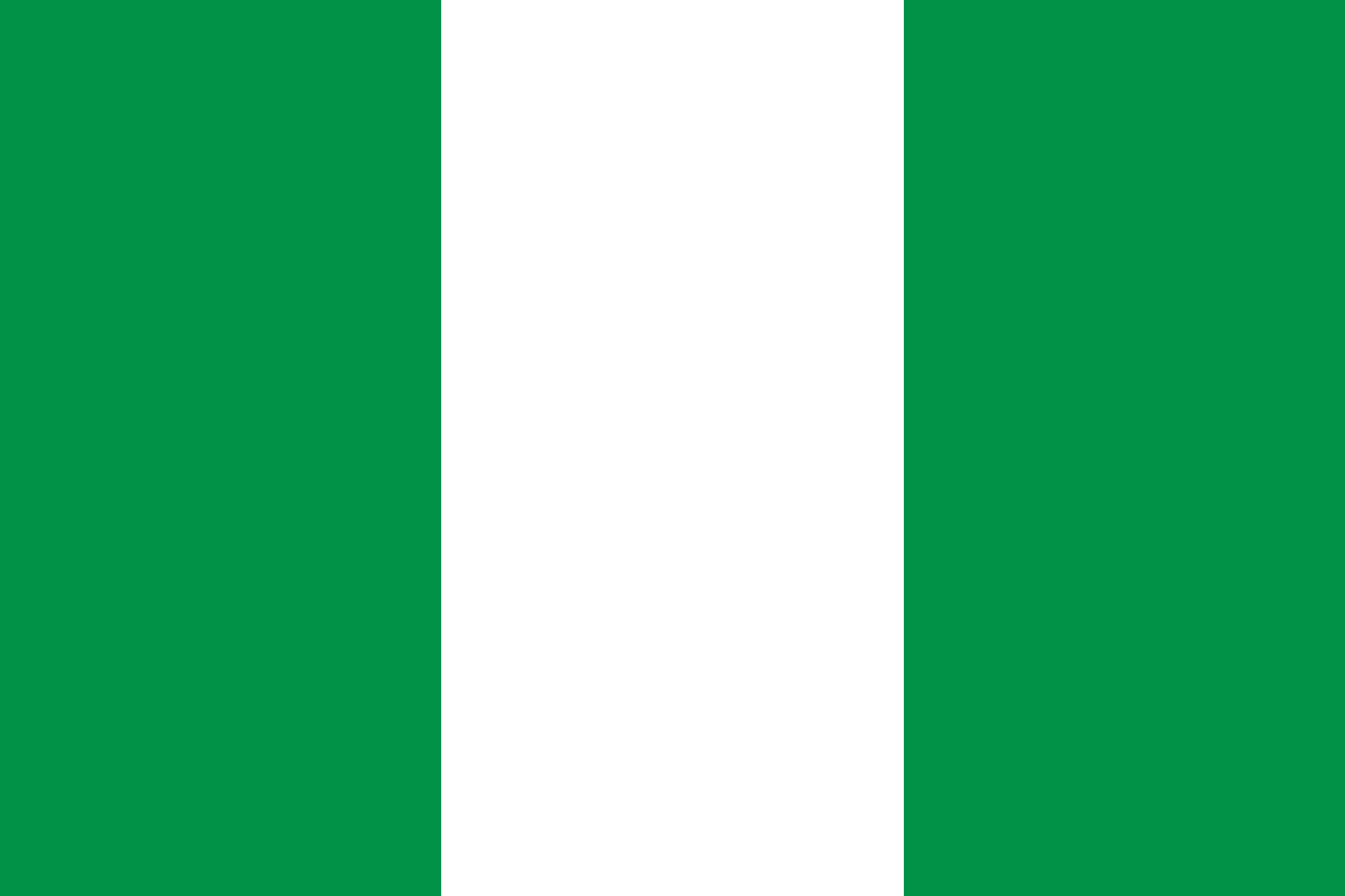
Bandera

Escudo 1912-2023 se dejó de usar por los errores: Huasahuasi fue superado por otra ciudad como capital semillera de papas y el otro error es en el lado izquierdo que no deben estar las puntas dobladas según el escudo de armas del Perú y su historia solo son dos las puntas caídas.

Escudo actual 2023-presente

## Medios de comunicación
Televisión: Cable san Juan, Perú TV, Andina noticias, San Juan TV, entre otros.
Radio: Radio Onda Activa, Radio San Juan, Radio Frecuencia Viva, Radio Estudio J, etc.
Diarios: El Peruano, y distintos diarios y periódicos de Huasahuasi.

## Espacios abiertos
- Plaza de armas
- Parroquia San Juan
- Plazoleta del agricultor
- Malecón Daniel Ramos también conocido como o mal llamado Malecón Rímac
- Estadio municipal Héctor Chumpitaz
- Biblioteca municipal de Huasahuasi

## Huasahuasinos destacados
- Jorge Bazan, autor y editor, escribió muchos poemas y fundó la revista Huasahuasi, que tuvo varias ediciones.
- Alonso Amarillo, escritor que escribió el libro "Horas blancas" Rubor del alba pristinas, canto vesperal.
- Oscar Coronado, autor y aviador Huasahuasino, escribió el libro "Titanes de montaña"
- Efrain Martinez, autor huasahuasino que escribio la revista literaria "Ecos Huasahuasinos"
- Salvador Martinez, escribió el libro "Huasahuasi"
- Walter Carreño Medrano, fue pintor y promotor cultural en su natal Huasahuasi y Tarma, además fundó la casa de cultura de Tarma, nació en el caserío de Punray.
- Ana Orihuela, artista compositora de "La Joyita Huasahuasina"
- Sonia Hinostroza, artista y compositora huasahuasina.
- Abelardo Huamán, artista y compositor huasahuasino, autor de "El Gañan del centro"
- Cirilo Aranda, artista quién compuso "Shushuli"
- Flor Curisinche, artista y compositora, autora de "la tunantera de Oro"
- Teobaldino Agüero, músico, compositor y fundador a cargo de la orquesta "Corazón Huasahuasi".
- Abraham Arzapalo, músico, compositor y fundador a cargo de la orquesta "los campesinos de Huasahuasi"
- Oscar Cajahuaringa Carhuamaca músico y compositor del Himno a Huasahuasi, fundador de la "Banda Mi  Huasahuasi".
- Guillermo Ticze, artista huasahuasino.
- Edilberto Sanchez, artista huasahuasino.
- David Pando, artista huasahuasino.
- Daniel Ramos.- compositor y cantante de la música Santiago o más conocido como Taitasanti huasahuasino.
- ÉliDA Morales.- cantante del folklore huasahuasino.
- Edgard Capcha.- político y abogado, exalcalde de Huasahuasi.
- Yenny Isidro.- cantante de huayno huasahuasino.